# من در برابر دنیا
من در برابر دنیا نام سومین آلبوم استدیویی رپر آمریکایی توپاک می‌باشد که تحت لیبل اینتراسکوپ رکوردز در تاریخ ۱۴ مارس ۱۹۹۵ منتشر شد. در آن زمان توپاک دچار مشکلات مالی، درگیری‌هایی با پلیس و همچنین در شرف حکم زندان بود که به اعتقاد بسیاری همهٔ این عوامل دست روی دست گذشت تا آثار این آلبوم تأثیرگذاری بیشتری داشته باشد.
من در برابر دنیا در حالی منتشر شد که توپاک به جرم سو استفاده جنسی (به طور دقیق لمس کردن باسن) از یک زن در زندان به سر می‌برد. (البته هیچ نوع مدرکی برای اثبات این جرم وجود نداشت.) این آلبوم در زمان انتشارش رتبه ۱ لیست بیلبورد ۲۰۰ را به خود اختصاص داد و توپاک اولین خواننده‌ای بود که وقتی در زندان به سر میبرد، آلبومش در این لیست رتبه ی ۱ را به خود اختصاص داده بود. این آلبوم با بازخوردهای مثبت زیادی از سوی منتقدان مواجه شد که باعث شد خیلی از آن‌ها من در برابر دنیا مهمترین اثر هنری وی بنامند و همچنین از آن به عنوان بهترین و تأثیر گذارترین آلبوم‌ هیپ هاپ در تمام دوران یاد کنند. من در برابر دنیا جایزه بهترین آلبوم رپ سال را از جشنواره Soul Train برد.